# La tintoria
La tintoria (conosciuto anche come Tintoria Show e Freschi di tintoria nell'edizione estiva) è stato un programma televisivo italiano di genere comico e satirico, andato in onda su Rai 3 per tre stagioni, dal 2006 al 2008, in seconda serata.

## Storia
La prima puntata del programma è andata in onda il 18 gennaio 2006. Il programma era condotto da Taiyo Yamanouchi, affiancato da Carolina Marconi nel 2006, Belén Rodríguez nel 2007 ed Ainett Stephens nel 2008. I conduttori intervenivano fra un numero comico e l'altro con piccole recite perché così si collegavano i vari segmenti dello show creando, in un certo senso, il format televisivo alla base di altri programmi comici andati in onda negli anni successivi sulle reti Rai (in particolare su Rai 2, ma anche su Rai 3) in seconda serata con alterne fortune nel gradimento.
Tra i comici che si sono esibiti sul palco de La tintoria c'erano i seguenti artisti: Stefano Disegni (parodia del Dr. House), Lisa Fusco, Max Tortora, Sergio Friscia, Maurizio Battista, Marco Marzocca, Laura De Marchi, Benedetto Sicca, Max Paiella, Luciano Manzalini, Stefano Bicocchi, Fulvio Fuina, Massaro e Barletta, Gigi e Ross, Bruno Nataloni, il trio Ardone, Peluso e Massa. Questo programma, conosciuto anche solamente come Tintoria, era realizzato presso il Centro di produzione Rai di Napoli.
Taiyo Yamanouchi, durante lo svolgimento della seconda edizione nel 2007, propose a Belén Rodríguez una collaborazione musicale perché Belen, secondo lui, avrebbe «una bella voce, tipo [quella di] Shakira», ma in seguito non se ne fece nulla perché la Rodriguez preferì proseguire nella carriera televisiva (e poi in quella cinematografica).